# Зебровий дуїкер
Зебровий дуїкер (Cephalophula zebra, syn. Cephalophus zebra) — вид парнокопитних ссавців родини Бикові (Bovidae). Це невелика антилопа, що живе у Західній Африці.

## Опис
Зебровий дуїкер довжиною від 70 до 90 см, висота в холці становить від 40 до 50 см, довжина хвоста від 10 до 15 см. Вага може сягати від 9 до 20 кг. Спина має характерний для всіх дуїкерів вигин, тіло кремезне і мускулисте. Роги і ноги короткі. Копита широко розставлені. Обидві статі мають роги. Шерсть світло-оранжевого забарвлення. На спині виділяється малюнок з 12-15 чорних «зебрових» смуг. Вони проходять вертикально від спини з боків вниз. Окрас нижньої сторони, а також спини варіюється від білого до майже чорного кольору. Роги довжиною до 5 см у самців, і вдвічі менші у самок. 

### Зубна формула
0/3 I, 0/1 C, 3/2-3 P 3/3 M = 30-32 total

## Ареал
Область поширення виду обмежена дуже маленькою територією Західної Африки. Він населяє густі тропічні незаймані людиною ліси Берегу Слонової Кістки, Гвінеї, Либерії і Сьєрра-Леоне.

## Спосіб життя
Переважно веде денний спосіб життя. Ця боязлива і потайна тварина мешкає в густому підліску, чудово маскуючись завдяки забарвленню тіла. Вона живиться переважно листям і продуктами рільництва, але також не нехтує і тваринною їжею. Для прикладу: в Франкфуртскому зоопарку зеброві дуїкери отримували мертвих мишей.

## Розмноження
Період вагітності — 221-229 днів. Після цього на світ з’являється одне дитинча, вага якого при народженні — приблизно 1.8 кг, а шерсть має блакитний відтінок. Характерні смуги помітні вже у новонароджених особин, вони розташовані близько одна біля одної. Новонароджені ховаються від 2-ох до 3-ох тижнів на місці в густому підліску. Вже через 30 хвилин після народження вони п’ють молоко матері, а через 120 днів вони відучуються від нього. Через 7-9 місяців діти набувають забарвлення шерсті дорослих тварин. Через два роки самці стають статевозрілими.

## Збереження
IUCN вважає зебрового дуїкера, як такого, що знаходиться під загрозою. Їм загрожують вирубування лісів, знищення середовища існування, полювання на бушміт. Зеброві дуїкери- звичайна здобич для леопардів, золотих кішок, золотих кішок, пітонів, вінценосних орлів. Чисельність зебрових дуїкерів оцінюють в 28 000 голів, і, скоріш за все, ця цифра завищена. Колись широко поширений вид, тепер він живе більшою мірою в природоохоронних зонах, таких як Національний парк тропічних лісів Гола, Національний парк Сапо і Національний парк Таї. В ході досліджень, проведених для виявлення районів, найбільш необхідних до збереження, один зебровий дуїкер був знайдений в незахищеній зоні Массіф-дю-Зіама в Гвінеї. Цей район розглядається для класифікації в якості національного парка, і є домом для багатьох рідкісних видів.